# Стройный удав
Стройный удав, или гаитийский удав (лат. Chilabothrus striatus), — вид змей из семейства ложноногих, обитающий в Центральной Америке.

## Описание
Общая длина достигает 2 м. Туловище тонкое, изящное. Шейный перехват хорошо выражен. Окраска сверху красновато-бурая или кирпичная с тонкими косыми поперечными белыми полосами с чёрной окантовкой по задней стороне. Брюхо светлое, кремовое с розовым оттенком. Чешуя имеет сильный радужный блеск.

## Образ жизни
Предпочитает лесистую местность, также часто встречаются на плантациях и рядом с поселениями человека. Большую часть времени проводит на деревьях. Питается мелкими млекопитающими, ящерицами, амфибиями.

## Размножение
Это живородящая змея.

## Распространение
Обитает на Гаити и Багамских островах.

## Подвиды
- Chilabothrus striatus exagistus (Sheplan & Schwartz, 1974)
- Chilabothrus striatus striatus (Fischer, 1856)
- Chilabothrus striatus warreni (Sheplan & Schwartz, 1974)

## Галерея

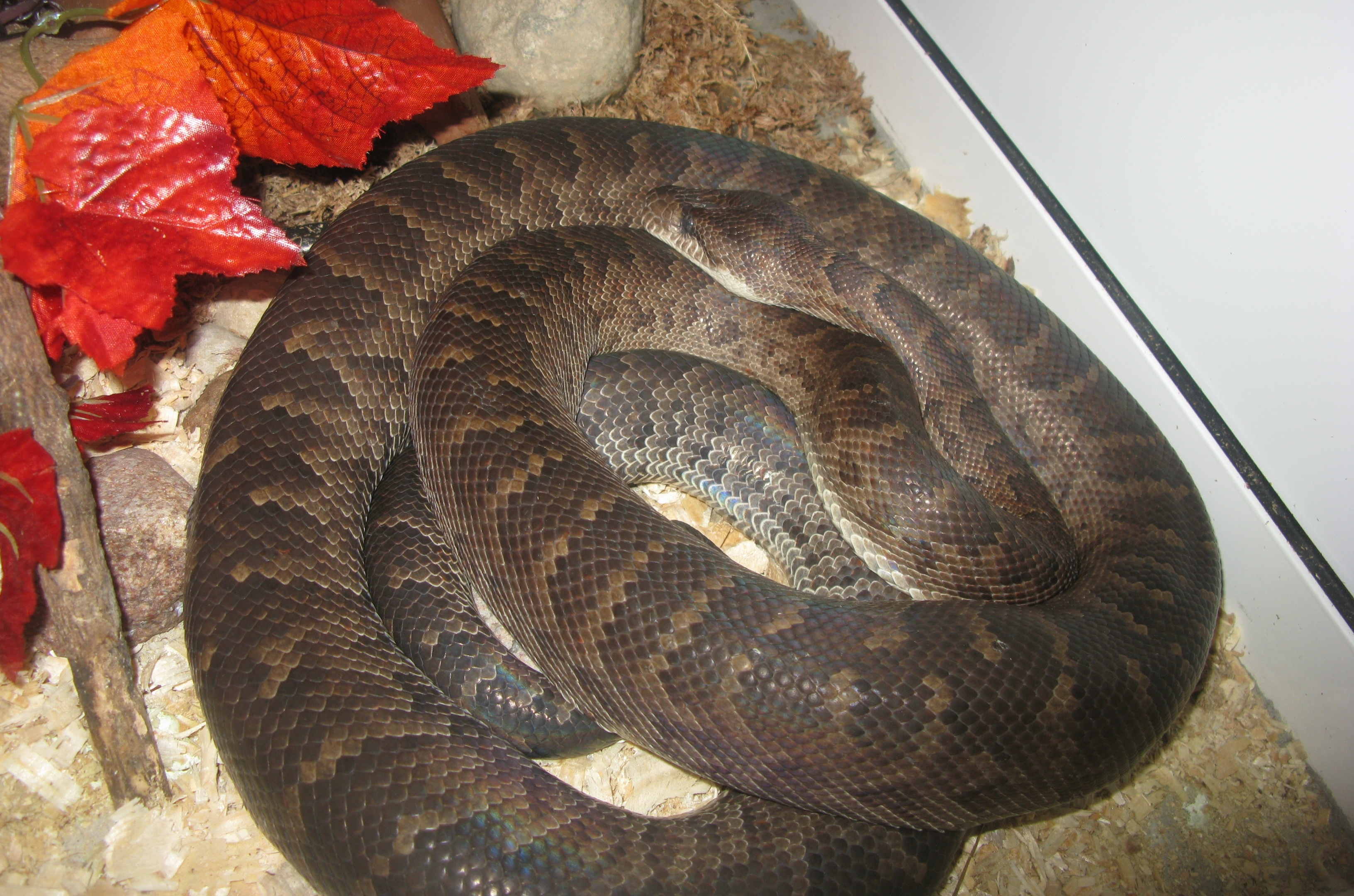
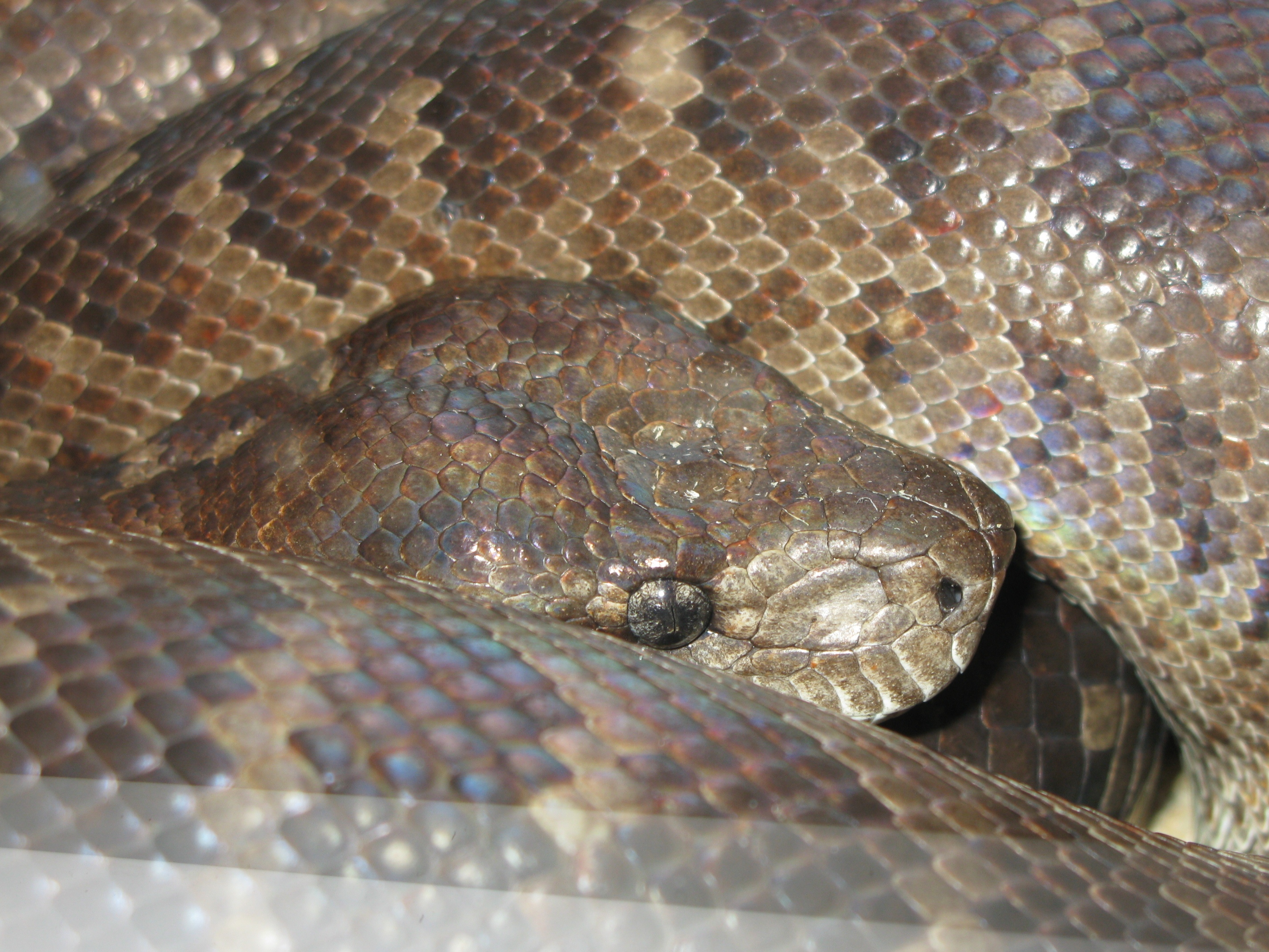